# Kate Warner
Kate Warner er en fiktiv person i tv-serien 24 Timer. Hun er romantisk involveret med Jack Bauer i seriens anden sæson.
Kate Warner blev spillet af den australske skuespillerinde Sarah Wynter. Hun medvirker, sammen med Carlos Bernard (Tony Almeida) og Michelle Forbes (Lynne Kresge) på kommentarsporet til episode fire i den anden sæsons DVD-sæt.
Kate Warner forbereder sin søster, Marie Warners bryllup, men opdager snart at hendes søster muligvis er på vej til at gifte sig med en terrorist. Kate undersøger denne situation nærmere for at finde frem til sandheden. I løbet af dagen bliver hun bortført, tortureret, hjælper Jack Bauer med at finde en atombombe som er sat til at sprænge i Los Angeles, finder ud af at hendes søster samarbejder med terrorister, infiltrerer en moske for at identificere lederen af en terrorcelle, bliver eskorteret tilbage til CTU's hovedkvarter, bliver igen blandet ind i vold og traumer mens hun hjælper Jack med at opspore information som kan forhindre krig og redder en ulykkelig Kim Bauer fra endnu en alvorlig situation før hun genforener hende med Jack.
Ved begyndelsen af den tredje sæson finder vi ud af at mens hun og Jack har haft et forhold i de tre år mellem sæson 2 og 3, er det tilsyneladende slut nu. Grunden til dette er aldrig blevet afklaret. 

## 24: The Game
Kate spiller en nogenlunde vigtig rolle i 24: The Game, mest som en jomfru i nød. Hun ringer til Jack og fortæller ham at den samme bil hele tiden kører forbi hendes hus. Senere bliver hun fanget i en undergrundsbane på grund af et jordskælv. Hun bliver reddet, men af Peter Madsen som tager hende som gidsel for at forhindre Jack i at skyde ham. Senere kontakter hun CTU og fortæller hvor hun er – om bord på Max's yacht. Efter Max bruger hende som skjold skyder Jack Max og redder Kate. (Hun blev holdt som gidsel for at tvinge hendes far, Bob Warner, til at lade Max smugle stjålne atomvåben ud af landet.)
| Foregående: Teri Bauer | Jack Bauers romantiske bekendtskaber Sæson 2 | Efterfølgende: Formodentlig Claudia Salazar |

| 24 Timer | Spire Denne artikel om tv-serien 24 Timer er en spire som bør udbygges. Du er velkommen til at hjælpe Wikipedia ved at udvide den. |